# Prasiddha Jung Shah
Prasiddha Jung Shah (Katmandu, 3 giugno 1989) è un nuotatore nepalese.

## Carriera
Nel 2007 prese parte ai campionati mondiali svoltisi a Melbourne dove gareggiò nei 50 metri stile libero ottenendo il 146º tempo in batteria su 175 partenti. 
Partecipò a due edizioni dei Giochi olimpici estivi: Pechino 2008 e Londra 2012. In quest'ultima occasione fu il portabandiera del suo paese alla cerimonia di apertura e a quella di chiusura. In entrambe le partecipazioni olimpiche gareggiò nei 50 metri stile libero senza superare il turno di qualificazione, avendo ottenuto l'81º tempo nel 2008 e il 47º nel 2012.